# Gare de Győr
La gare de Győr (hongrois : Győr pályaudvar, prononcé [ˈɟøːɾ ˈpaːjɒudvɒɾ]) est la gare ferroviaire de Győr. Elle permet la desserte de Budapest, Vienne (Autriche), Bratislava (Slovaquie), Sopron, Komárom, Celldömölk et Veszprém.